# Élections générales espagnoles de 2015 à La Rioja
Les élections générales espagnoles de 2015 (en espagnol : Elecciones generales de España de 2015) se sont tenues le dimanche 20 décembre 2015 afin d'élire les 350 députés et 208 des 266 sénateurs de la XIe législature des Cortes Generales. 4 députés sont élus à La Rioja.

## Résultats

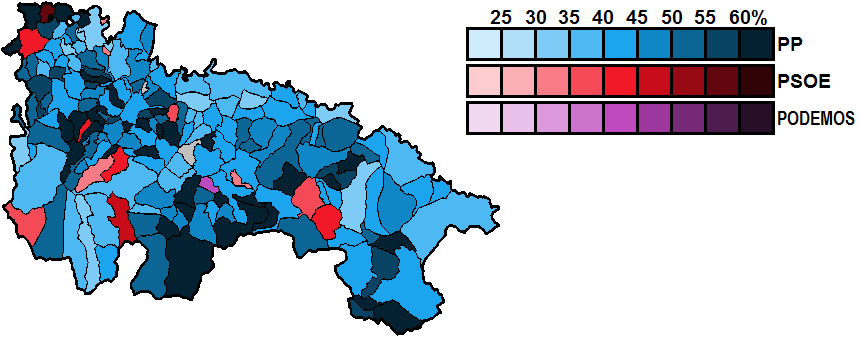
Résultats par commune.

| Parti                  | Parti                                                   | Voix    | %     | +/-   | Sièges | +/-           |
| ---------------------- | ------------------------------------------------------- | ------- | ----- | ----- | ------ | ------------- |
|                        | Parti populaire (PP)                                    | 67 941  | 38,34 | 16,36 | 2      | 1             |
|                        | Parti socialiste ouvrier espagnol (PSOE)                | 41 973  | 23,69 | 7,40  | 1      | en stagnation |
|                        | Podemos                                                 | 28 073  | 15,84 | Nv.   | 1      | 1             |
|                        | Ciudadanos (Cs)                                         | 26 812  | 15,13 | Nv.   | 0      | en stagnation |
|                        | Gauche unie (IU-UP)                                     | 7 423   | 4,19  | 0,21  | 0      | en stagnation |
|                        | Union, progrès et démocratie (UPyD)                     | 1 361   | 0,77  | 5,19  | 0      | en stagnation |
|                        | Parti animaliste contre la maltraitance animale (PACMA) | 1 177   | 0,66  | 0,21  | 0      | en stagnation |
|                        | Sièges en blanc (EB)                                    | 362     | 0,20  | 0,36  | 0      | en stagnation |
|                        | Recortes Cero-Grupo Verde (RC-GV)                       | 360     | 0,20  | Nv.   | 0      | en stagnation |
|                        | Parti communiste des peuples d'Espagne (PCPE)           | 229     | 0,13  | 0,09  | 0      | en stagnation |
|                        | Vote blanc                                              | 1 496   | 0,84  | 0,77  |        |               |
|                        |                                                         |         |       |       |        |               |
| Suffrages exprimés     | Suffrages exprimés                                      | 177 207 | 98,85 |       |        |               |
| Votes nuls             | Votes nuls                                              | 2 062   | 1,15  |       |        |               |
| Total                  | Total                                                   | 179 269 | 100   | -     | 4      | en stagnation |
| Abstention             | Abstention                                              | 68 238  | 27,57 |       |        |               |
| Inscrits/Participation | Inscrits/Participation                                  | 247 507 | 72,43 |       |        |               |